# Спас-Подгорье
Спас-Подгорье — село в России. Находится в Инальцинском сельском поселении Борисоглебского района Ярославской области.

## История
К началу XVII века село относилось к вотчине Ростовского Борисоглебского монастыря. В 1811 году на месте деревянной была построена каменная церковь Преображения Господня. В Третьяковской галерее находится икона XIV—XV века «Преображение», вывезенная из неё в советское время. В XIX веке главными народными промыслами жителей села были изготовлением колёс, телег, саней.

## Население
| 1859 | 2007 | 2010 |
| ---- | ---- | ---- |
| 144  | ↘29  | ↘23  |

## Достопримечательности
В селе расположена действующая Церковь Спаса Преображения (1811).

## Известные уроженцы
Уроженцем села (1874 год) является духовный композитор В. Н. Зиновьев.